# Paeroa
Paeroa è una città situata nel Waikato sull'Isola del Nord della Nuova Zelanda.

## Geografia fisica
Paeroa sorge sulle rive del fiume Ohinemuri non lontano dalla confluenza di quest'ultimo col fiume Waihou a circa 20 chilometri sud dal suo estuario nel Firth of Thames.

## Storia
Il capitano James Cook esplorò il fiume Waihou nel 1779, risalendolo sino a Netherton, a solo un paio di miglia da dove circa cent'anni dopo sarebbe sorte la cittadina di Paeroa.